# Dolna Kabda, Tărgoviște
Dolna Kabda (în bulgară Долна Кабда) este un sat în comuna Popovo, regiunea Tărgoviște,  Bulgaria. 

## Demografie
Componența etnică a satului Dolna Kabda
     Turci (94,14%)
     Bulgari (2,92%)
     Nicio identificare (2,92%)
     Altele (0%)
La recensământul din 2011, populația satului Dolna Kabda era de 205 locuitori. Din punct de vedere etnic, majoritatea locuitorilor (94,14%) erau turci, cu o minoritate de bulgari (2,92%). Pentru 2,92% din locuitori nu este cunoscută apartenența etnică.